# 森下玲可
森下 玲可（もりした れいか、1月24日 - ）は、日本の歌手。福岡県出身。旧芸名；西田 智美（にしだ ともみ）。血液型はA型。

## 略歴
インディーズハードロックバンドを結成し、 都内ライブハウスを中心に活動を重ねる。当時、女性ロックボーカリストが少ない中で、その存在は注目を浴びた。 

1992年、BMGビクター（当時）とメジャー契約直後、 ロサンジェルスにてレコーディングを行う。 1993年 2月に西田智美（本名）でデビュー。 1stシングル「Best Friend」（BMGビクター）、 同年3月に1stアルバム「Prism」（BMGビクター）をリリース。

1994年、所属事務所をパブリック・イメージへ移籍し森下玲可として再デビュー。1stシングル、傷つけてPrecious LoveはカメリアダイアモンドのCMソングとしてOAされ、一躍注目を浴びる。

代表曲に「傷つけてPrecious Love」、「another sun」（ロックマンDASH 鋼の冒険心 CFソング）「あなたの風が吹くから」（ロックマンDASH 鋼の冒険心EDテーマ）など。

結婚・出産に伴い芸能活動を制限していたが、2012年1月に、今後ライブなど精力的に活動していくことをブログにて表明。

2012年9月「another sun 2012/あなたの風が吹くから」音楽配信でリリース。アマゾン配信部門でトップ３入りした。

2013年3月タワー・レコードより、CDリリースした。

2013年10月より、FMサルース（コミュニティFM）にてパーソナリティをつとめる（12：00～13:00)。

2014年1月29日初のベストアルバム「Golden☆Best」発売。（ソニーレコード）

## ディスコグラフィ

### 西田智美 名義
- 1.Best Friend （1993年2月24日）

### オリジナル・アルバム
- 1.プリズム （1993年3月3日）

### 森下玲可 名義
- 1.傷つけてPrecious Love （1994年12月1日）
- 2.シンデレラになんてなりたいとは思わない/MIDNIGHT LOVER （1995年6月7日）
- 3.運命にKISS （1995年9月16日）
- 4.約束をあげる （1995年12月16日）
- 5.Pineapple （1996年5月22日）
- 6.really love me? （1997年7月25日）
- 7.another sun （1997年12月15日）
- 8.another sun 2012 （2013年3月6日）

### オリジナル・アルバム
- 1.ZERO （1995年3月1日）
- 2.a girl as a boy （1995年10月21日）
- 3.Wonder Egg （1996年7月24日）

### ベスト・アルバム
- 1.GOLDEN☆BEST 森下玲可（2014年1月29日）

### コンピレーション参加作品
- ロックマンDASH オリジナル・サウンドトラック （1998年2月1日）
- 危険な恋 comic MIU's MUSIC VOL.1 （2000年10月1日）
- ロックマン テーマソング集 （2002年2月20日）
- レインボーダンス （2006年7月1日）
- J-pop Happy Drive Mix （2007年11月1日）
- Rainbow Rose Edition（2008年5月21日）

## 楽曲提供
- まつざき幸介
  - 「非愛」（作詞）
  - 「願い」（作詞）

- 山口かおる
  - 「あなたを奪いたい」（作詞）